# Sparattanthelium burchellii
Sparattanthelium burchellii är en tvåhjärtbladig växtart som beskrevs av Henry Hurd Rusby. Sparattanthelium burchellii ingår i släktet Sparattanthelium och familjen Hernandiaceae. Inga underarter finns listade i Catalogue of Life.